# Маккрей, Никки
Никки Кесангане Маккрей (англ. Nikki Kesangane McCray; также известная как Никки Маккрей-Пенсон (англ. Nikki McCray-Penson); 17 декабря 1971, Коллиервилл, Теннесси — 7 июля 2023) — американская профессиональная баскетболистка, выступала в женской национальной баскетбольной ассоциации. Она была распределена на драфте расширения ВНБА под третьим номером в команду «Вашингтон Мистикс». Играла на позиции атакующего защитника. По окончании спортивной карьеры вошла в тренерский штаб команды NCAA «Питтсбург Пантерс». В данное же время является главным тренером студенческой команды «Олд Доминион Леди Монархс».

## Ранние годы
Никки Маккрей родилась 17 декабря 1971 года в городе Коллиервилл (штат Теннесси), училась там же в одноимённой средней школе, в которой выступала за местную баскетбольную команду.